# Amt Delbrück
Das Amt Delbrück war bis 1974 ein Amt im ostwestfälischen Kreis Paderborn in Nordrhein-Westfalen mit Sitz in der Stadt Delbrück. Seine historischen Vorgänger waren das Küchenamt Delbrück und der Kanton Delbrück.

## Vorgeschichte

### Das Küchenamt Delbrück
Das Küchenamt Delbrück war bis zu den Napoleonischen Kriegen eine Verwaltungseinheit im Hochstift Paderborn. Es umfasste die Stadt Delbrück sowie die Ortschaften Hagen, Ostenland, Westenholz und Westerloh.

### Der Kanton Delbrück
Nachdem das Gebiet des Hochstifts 1807 an das Königreich Westphalen gefallen war, wurden neue Verwaltungsstrukturen nach französischem Vorbild geschaffen; meistens ohne Berücksichtigung historischer Gebietsgrenzen. Die Stadt Delbrück sowie die Gemeinden  Dorfbauerschaft, Hagen, Ostenland, Westenholz und Westerloh wurden zum Kanton Delbrück zusammengefasst. Im Jahre 1810 hatte der Kanton Delbrück 5640 Einwohner. Der Kanton gehörte zum Distrikt Paderborn im Departement der Fulda des Königreichs und fiel 1813 an Preußen. 1816 wurde er dem neuen Kreis Paderborn zugeschlagen und bestand in diesem als Verwaltungsbezirk fort. Auch in den Folgejahren wurde manchmal noch der Begriff Kanton verwendet. In den 1830er Jahren wechselten die Gemeinden Stukenbrock aus dem Verwaltungsbezirk Lippspringe sowie Hövelhof aus dem Verwaltungsbezirk Neuhaus in den Verwaltungsbezirk Delbrück.

## Das Amt Delbrück
Im Rahmen der Einführung der westfälischen Landgemeinde-Ordnung von 1841 wurden aus den Verwaltungsbezirken unterhalb der Kreisebene, sofern es sich nicht um Städte gemäß der revidierten Städteordnung handelte, Ämter gebildet. Im Kreis Paderborn wurde dadurch aus dem Verwaltungsbezirk Delbrück das Amt Delbrück. Das Amt umfasste damit anfänglich die Stadt Delbrück sowie die Gemeinden Dorfbauerschaft, Hagen, Hövelhof, Ostenland, Stukenbrock, Westenholz und Westerloh. Am 1. Oktober 1895 wechselten Hövelhof und Stukenbrock aus dem Amt Delbrück in das Amt Neuhaus. Die Gemeinde Dorfbauerschaft wurde am 1. August 1964 in die Stadt Delbrück eingemeindet. Die folgenden Gemeindedaten stammen vom 27. Mai 1970:
- Delbrück, Stadt: 20,63 km², 5599 Ew.
- Hagen: 18,44 km², 1706 Ew.
- Ostenland: 33,75 km², 3190 Ew.
- Westenholz: 31,69 km², 2543 Ew.
- Westerloh: 30,46 km², 2712 Ew.

Durch das Sauerland/Paderborn-Gesetz wurde das Amt Delbrück zum 1. Januar 1975 aufgelöst. Seine Gemeinden wurden Teil der vergrößerten Stadt Delbrück.

## Einwohnerentwicklung
| Jahr      | Einwohner | Quelle |
| --------- | --------- | ------ |
| 1818      | 06.419    | [ 13 ] |
| 001843 1) | 11.290    | [ 13 ] |
| 001871 1) | 11.575    | [ 13 ] |
| 1910      | 09.188    | [ 14 ] |
| 1925      | 09.940    | [ 15 ] |
| 1939      | 11.006    | [ 16 ] |
| 1950      | 14.974    | [ 12 ] |
| 1961      | 13.721    | [ 12 ] |
| 1970      | 15.750    | [ 12 ] |